# Merlík trpasličí

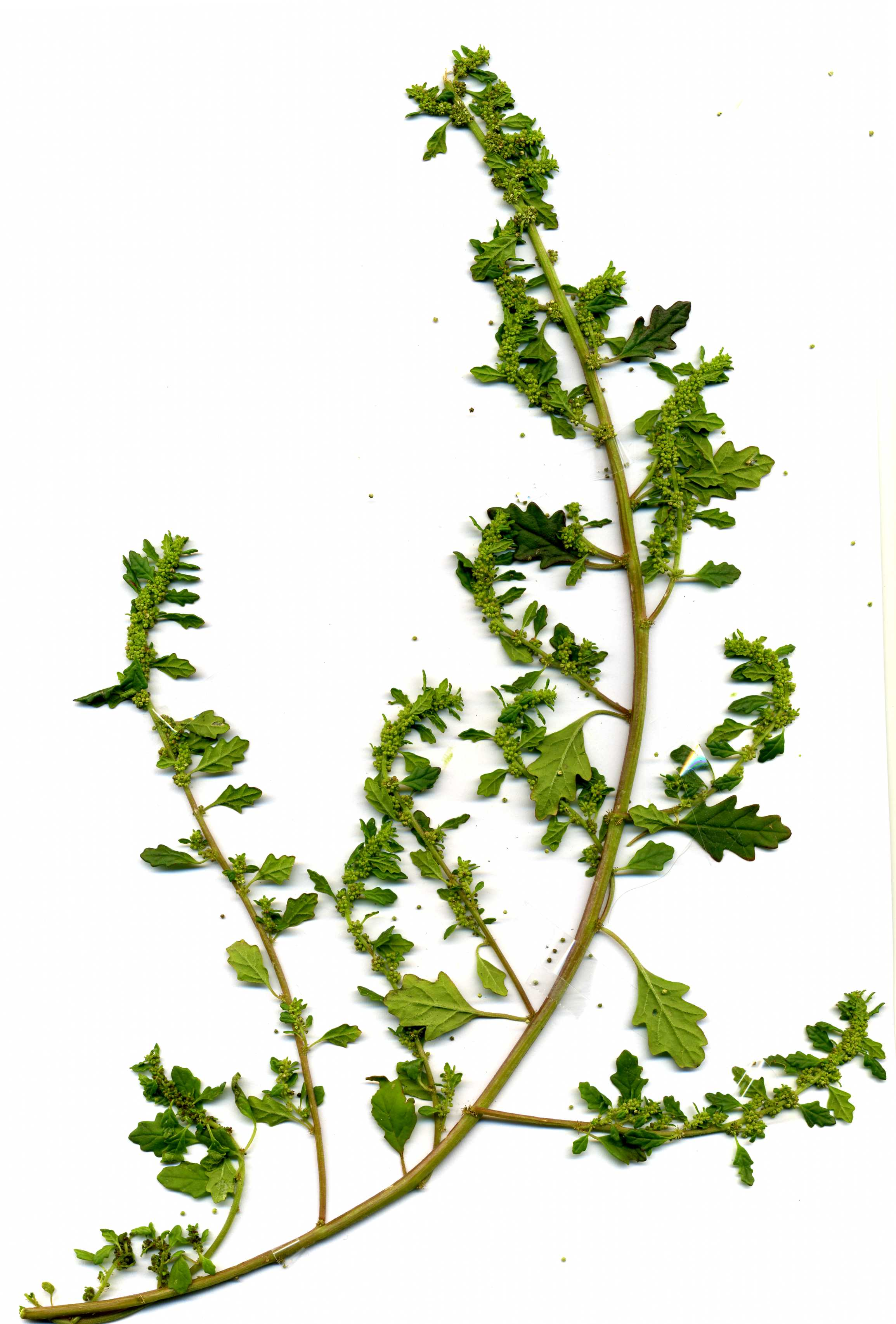
Lodyha merlíku trpasličího

Merlík trpasličí (Dysphania pumilio) je nevysoká, chlupatá, jednoletá, planě rostoucí rostlina. Tato světlomilná, teplomilná a suchomilná bylina je nepůvodní druh, který se v české přírodě vyskytuje od konce 19. století.
Druh původem z Austrálie byl nejdříve zařazen do rodu Chenopodium pod vědeckým jménem Chenopodium pumilio. Po podrobnějších studiích byl společně s ostatními australskými druhy přeřazen do rodu Dysphania.

## Šíření
Merlík trpasličí je běžným téměř v celé Austrálii a Tasmánii, kde roste jako obyčejný polní a zahradní plevel v suchých vnitrozemských i vlhkých přímořských oblastech. Roste na neobhospodařovaných místech, u pravidelně vysychajících vodních toků a nádrží, jakož i na dobytčích pastvinách a pozemcích poblíž hospodářských dvorů.
V Evropě roste od Velké Británie a Pyrenejského poloostrova přes Střední Evropu a celé Rusko až po Dálný východ. Na území Evropy není hlášen pouze z Pobaltí, Itálie, zemí Balkánu a Turecka. Zdomácněl také v Severní a Jižní Americe, ve střední a jižní Africe, na Novém Zélandu i na mnoha Tichomořských ostrovech. Na území Česka byl zaznamenán, jako jeden z prvých v Evropě, již v roce 1890 v městysi Nosislav v okrese Brno-venkov.

## Výskyt
Druh byl se surovou australskou ovčí vlnou zavlékán téměř do celého světa. Z továren se jeho semena šířila s vyváženým odpadem a následným spláchnutím do řek a odplavením na nová stanoviště. 
Jeho obvyklá stanoviště se nacházejí v teplých oblastech na antropogenních půdách a v údolích velkých řek, vyhledává propustné půdy písčitého či kamenitého charakteru. Dobře mu prospívají místa uvnitř městských sídel i poblíž dopravních uzlů.
V Česku se vyskytuje hlavně na rumištích a skládkách, na sešlapávaných místech (komunikace, dvory), v blízkosti železničních stanic a přístavů, na březích řek a rybníků, stejně jako na obdělávaných polích a zahradách. Dobře snáší i silně zasolené půdy.

## Popis
Jednoletá, slabě aromatická rostlina pokrytá bílými článkovitými chlupy (které vytvářejí dojmem pomoučené rostliny) a žlázkami s lepivým sekretem. Poléhavá až vystoupavá, podélně rýhovaná lodyha, dlouhá 20 až 80 cm, je od báze rozvětvená. Střídavě rostoucí řapíkaté listy jsou vejčité, podlouhlé či kopinaté, bývají 1 až 4 cm dlouhé a 0,5 až 2 cm široké. Listové čepele jsou peřenolaločné až peřenodílné, oboustranně hustě chlupaté a zespodu šedavé.
Květenství je asi 5 mm velké klubko, s 5 až 10 květy na kratičkých stopkách, vyrůstající z paždí listů. Oboupohlavné květy jsou čtyř až pětičetné se zelenkavým okvětím, s lístky na bázi srostlými a na vrcholu špičatými. V květu bývá jedna až pět tyčinek, blizny jsou dvě. Květy opyluje vítr.

## Rozmnožování
Semena jsou asi 0,5 mm velké a lesklé nažky tmavohnědě zbarvené, které dozrávají koncem září a vysemeňují se postupně až do jara. Merlík trpasličí se rozmnožuje pouze semeny, z nichž převážná část vyklíčí dalším rokem na jaře a zbytek z půdní banky někdy později; většinou klíčí v teplejším období roku. Semena si podržují dobrou klíčivost i pět let. Pro rostlinu jsou nejperspektivnější semenáčky vzcházející od konce dubna do poloviny června, kterým do příchodu zimy stačí semena plně dozrát.

## Význam
Velká plodnost a nenáročnost na půdu umožnila tomuto druhu zdomácnět v teplých oblastech české krajiny. Protože lokalit kde se vyskytuje výrazně nepřibývá, je tato rostlina řazena pouze mezi zdomácnělé neofyty. Je to konkurenčně slabý druh, který se na určitých lokalitách etabloval a stal se neškodnou součásti české flory. Jeho další intenzivní šíření je nepravděpodobné.